# Klyxum molle
Klyxum molle is een zachte koraalsoort uit de familie Alcyoniidae. De koraalsoort komt uit het geslacht Klyxum. Klyxum molle werd in 1931 voor het eerst wetenschappelijk beschreven door Thomson & Dean. 